# Hittbergen
Hittbergen là một đô thị của huyện Lüneburg, bang Niedersachsen, Đức. Đô thị này có diện tích 14,64 km².